# Kostel svatého Bonaventury (Mladá Boleslav)
Římskokatolický filiální, klášterní kostel svatého Bonaventury v Mladé Boleslavi je barokní sakrální stavba nacházející se spolu s klášterem minoritů a později gymnáziem piaristů v severozápadní části hrazeného města. Od roku 1967 je kostel spolu s piaristickým klášterem chráněn jako kulturní památka.

## Historie

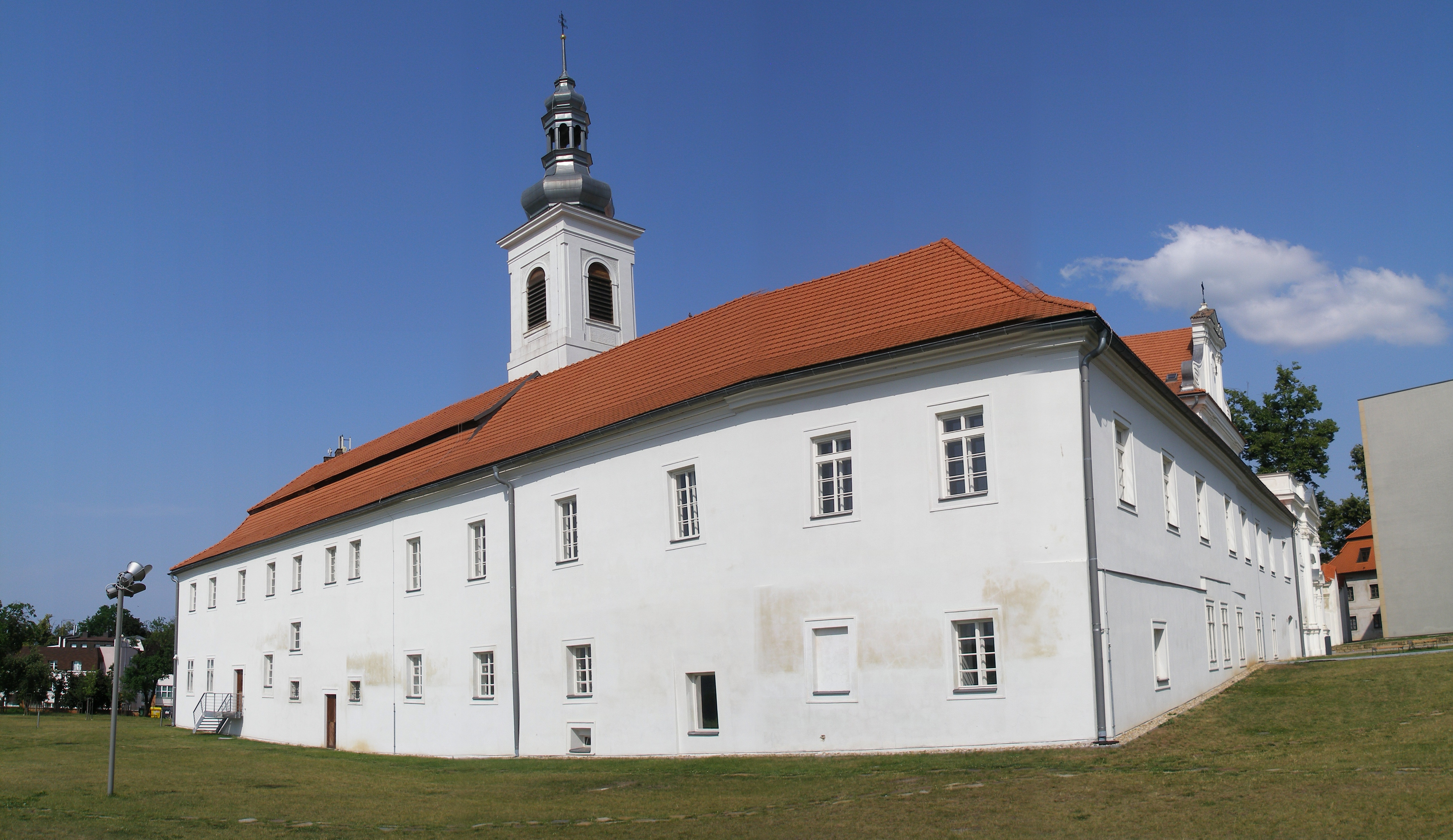
Komplex mladoboleslavského kláštera Na Karmeli s kostelem svatého Bonaventury

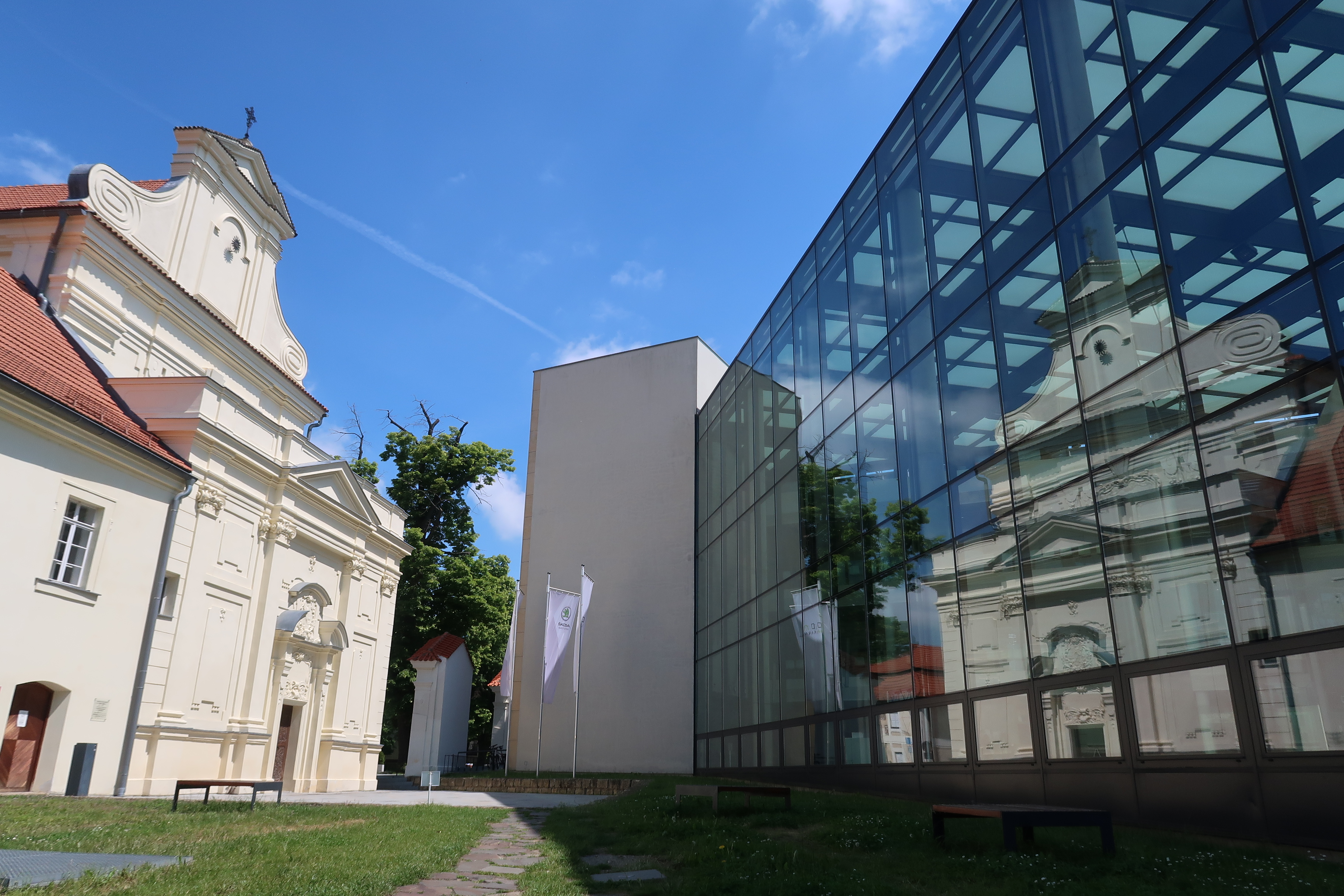
Průčelí kostela sv. Bonaventury

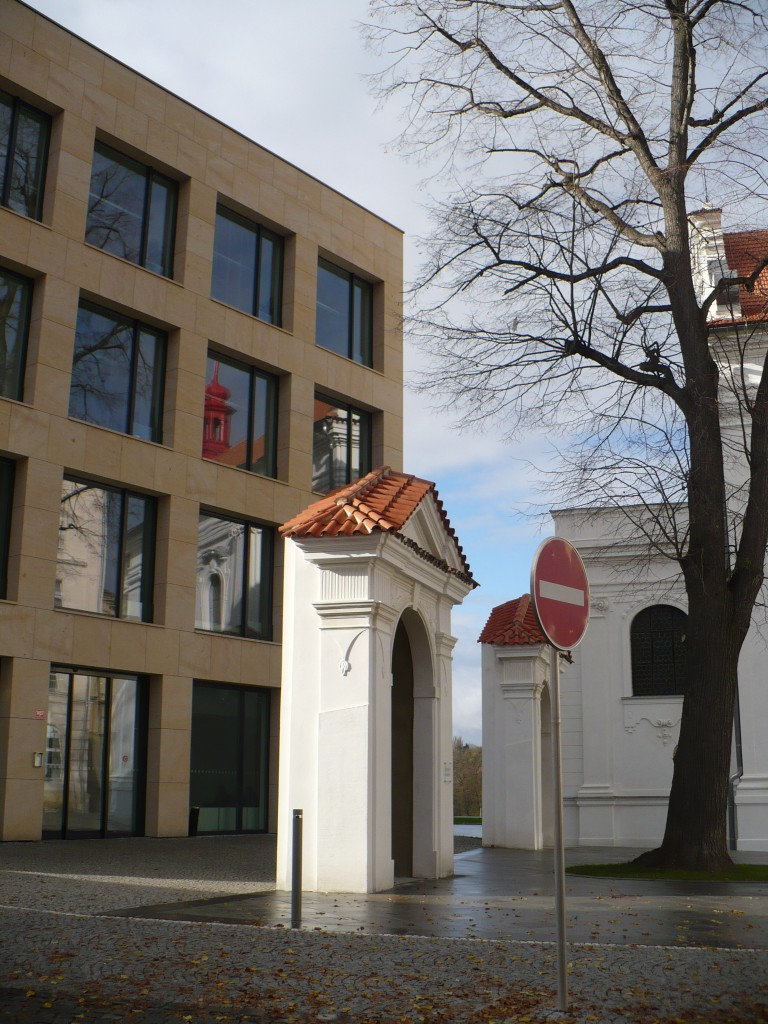
Výklenkové kaple a část kostela sv. Bonaventury v areálu vzdělávacího centra Škoda Auto

Kostel byl vybudován v letech 1675–1711 snad na místě zaniklého kostela sv. Jana Křtitele. První klášter minoritů byl v Mladé Boleslavi založen snad již v roce 1293. V průběhu husitských válek byl klášter vypálen a vypleněn a řeholníci byli odtud vyhnáni.
V roce 1496 se stal klášter majetkem Jednoty bratrské, která udělala z kostela bratrský sbor a z bývalého kláštera sborový dům. Místo nazvali horou Karmel. Bylo zde sídlo kněží Jednoty bratrské i jejího biskupa, bratrská škola a alumnát. Místo se stalo dějištěm synod všeho bratrstva z Čech, Moravy i Slezska. V době pobělohorské byl majetek Jednoty bratrské konfiskován a císař jej věnoval nejprve karmelitánům. Jejich nárok na tento klášter byl však sporný a výsledkem tohoto sporu bylo posléze uvedení členů minoritů roku 1633. Ti klášter i kostel znovu vybudovali v letech 1675–1711 a drželi až do roku 1784. V roce 1784 byl v rámci josefínských reforem klášter předán piaristům z Kosmonos, kteří se sem přestěhovali i s gymnáziem. Po druhé světové válce byl do kláštera umístěn internát. Na konci osmdesátých let přestal být využíván pro pravidelné bohoslužby. V roce 2002 se kostel kvůli špatné statice uzavřel a sloužil jen jako skladiště.
V roce 2005 se vlastníkem kostela stal mladoboleslavský magistrát a poté jej Škoda Auto Vysoká škola začala využívat jako slavnostní síň. Slouží k akademickým slavnostem i veřejným koncertům klasické hudby. Poslední mši v komorním společenství před tím, než se začal kostel používat jako síň sloužil zřejmě mladoboleslavský kněz Pavel Mach 28. června 2005. Protože se jedná o konsekrovaný kostel trvale zasvěcený sv. Bonaventurovi, je jeho případné bohoslužebné využití možné.
Duchovní správci kostela jsou uvedeni na stránce: Římskokatolická farnost – arciděkanství Mladá Boleslav.

## Architektura
Jedná se o jednolodní stavbu s úzkým polygonálně uzavřeným presbytářem. Má ozdobnou novobarokní fasádu se štukaturami z roku 1902. Kostel je členěný pilastry a vysokými okny se štukovými suprafenestrami a třemi portály. Na východním portálu se nachází letopočet 1711.
Uvnitř je valená klenba s lunetami. V lodi je kostel sklenut na přízední pilíře, do kterých jsou vestavěny tři páry bočních výklenkových kaplí. Zděná kruchta spočívá na třech arkádách, které jsou podklenuty třemi poli křížové klenby.

## Zařízení
Do roku 2005 byl kostel zařízen následovně: nalevo od vchodu byl pseudobarokní oltář sv. Václava. Dále zde byl barokní oltář sv. Josefa. Byl portálový, sloupový a pocházel zřejmě z období kolem roku 1730. Nacházely se na něm sochy andělů a řezané antependium s motivem sv. Antonína, který vysvobozuje duše pekla. Byl dílem kosmonoského J. Jelínka. Na oltáři byl obraz podle originálu Vogla von Vogelstein. Kazatelna byla stejného původu. Hlavní oltář byl rámový a měl mřížkový dekor, který nesli andělé. Na oltáři byly sochy sv. Vojtěcha, sv. Prokopa, sv. Františka a sv. Antonína. Sochy pocházely z dílny J. Jelínka mladšího. Oltářní obraz byl dílem F. Laubnera z Liberce z roku 1777. Na druhé straně od presbytáře byl barokní oltář Panny Marie. Byl portálový a sloupový z období kolem roku 1740. Nacházela se na něm pozdně gotická tabule Immaculaty z konce 16. století. Dále byl oltář vybaven řezaným antependiem, na kterém bylo zobrazeno Klanění pastýřů, znak hrabat z Bubna a Vítězství Krista na peklem. Na oltáři byla barokní Pieta. Oltář sv. Aloise byl pseudobarokním dílem z období kolem roku 1900. Tento mobiliář byl demontován a odvezen na jiné místo.

## Okolí kostela
Před kostelem v malém sadě se nacházejí dvě výklenkové kaple z počátku 19. století a bývalý konvent minoritů a piaristů. Je barokní a pochází z let 1728–1737. Dobudován byl však až roku 1767. Jedná se o čtyřkřídlý objekt okolo lichoběžníkového rajského dvora. Je hladký. Nad západním křídlem je hranolová třípatrová věž, která je členěná lizénami. Věž nese cibulovou střechu. Dovnitř konventu byla umístěna řada portrétů příznivců a členů piaristického řádu ze 17. a 18. století.